# Верхов'є
Верхо́в'є (рос. Верховье) — присілок у складі Нюксенського району Вологодської області, Росія. Входить до складу Городищенського сільського поселення.

## Населення
Населення — 6 осіб (2010; 20 у 2002).
Національний склад (станом на 2002 рік):
- росіяни — 100 %